# Georgios Akropolites
Georgios Akropolites (grekiska: Γεώργιος Ἀκροπολίτης), född 1217 i Konstantinopel, död där 1282, var en bysantinsk författare.
Georgios Akropolites var en framstående diplomat och författade ett historiskt verk som är huvudkällan för bysans under latinherraväldets tid 1203–1261. Hans verk utgavs av Immanuel Bekker i Bonnercorpus 1836.